# Mehdi Ben Lakhdhar
 (mai 2020).
Mehdi Ben Lakhdhar (en arabe : مهدي بن لخضر), né le 21 août 1990 à Paris est un combattant professionnel français d'arts martiaux mixtes (MMA), catégorie poids léger.
Il évolue au Cage Warriors depuis 2019, managé par Intensiti FM.

## Biographie
Mehdi Ben Lakhdhar est né à Paris. Il est originaire du Maroc.
Il commence la boxe anglaise en 2007 dans le club Franthaifull dans le 18e arrondissement de Paris, quelques années plus tard il rejoint les rangs du Bac9, club formateur du médaillé olympique Souleymane Cissokho, c'est d'ailleurs son frère Elhadj Cissokho qui deviendra son entraineur au cours de sa formation. Il rejoint par la suite l'INSEP en 2014. Il prendra un tournant dans sa carrière de sportif en 2016 où il va débuter dans la pratique d'arts martiaux mixtes (MMA).

## Carrière

### Arts martiaux mixtes
Mehdi "Iron" Ben Lakhdhar se reconvertit dans une carrière d'arts martiaux mixtes (MMA) en 2016, après 12 ans de boxe anglaise en amateur. Il se fait très rapidement remarquer par Fernand Lopez, directeur sportif du MMA Factory, qui l'intègre au circuit professionnel après seulement quelques semaines de pratique. Il devient alors progressivement un pur produit du MMA Factory.
Évoluant au Cage Warriors, il représente un prospect prometteur de sa catégorie parce qu'il reste invaincu.
Son combat contre Joe McColgan est élu combat de l'année 2019 au Cage Warriors.
Ce combat est par ailleurs dans le top 10 des meilleurs combats de l'histoire du Cage Warriors.

### Coach de boxe anglaise
En parallèle de sa carrière d'athlète il évolue également dans sa carrière de coach de boxe anglaise au MMA Factory, où il est responsable du pôle boxe anglaise au service du MMA depuis 2017, mais il est aussi responsable du pôle boxe anglaise au Garage club.

## Combats professionnels MMA
| 8 combats      | 6 victoires | 1 défaites |
| Par KO         | 3           | 1          |
| Par soumission | 0           | 0          |
| Sur décision   | 3           | 0          |
| Égalités       | 1           | 1          |

| Résultat | Record | Adversaire       | Méthode                        | Événement                                              | Date               | Round | Temps | Lieu                    | Notes                                               |
| -------- | ------ | ---------------- | ------------------------------ | ------------------------------------------------------ | ------------------ | ----- | ----- | ----------------------- | --------------------------------------------------- |
| Défaite  | 6-1-1  | Kevin Pastran    | KO/TKO                         | HXMMA 9 - Hexagone MMA 9                               | 17 juin 2023       | 1     | 2:19  | Reims, France           |                                                     |
| Victoire | 6-0-1  | Xavier Sedras    | Décision unanime               | CW 145 - Cage Warriors 145                             | 4 novembre 2022    | 3     | 5:00  | Londres, Angleterre     |                                                     |
| Victoire | 5-0-1  | Steve McIntosh   | TKO (coups de poing)           | CW 117 - Cage Warriors 117: The Trilogy Strikes Back 1 | 10 décembre 2020   | 1     | 4:38  | Londres, Angleterre     |                                                     |
| Égalité  | 4-0-1  | Joe McColgan     | Égalité (majorité)             | Cage Warriors - Unplugged 2                            | 6 septembre 2019   | 3     | 5:00  | Londres, Angleterre     | Élu meilleur fight de l'année 2019 au Cage warriors |
| Victoire | 4-0-0  | Craig Edwards    | TKO (genoux et coups de poing) | Cage Warriors 99                                       | 17 novembre 2018   | 1     | 3:02  | Colchester, Angleterre  |                                                     |
| Victoire | 3-0-0  | Anthony O'Connor | TKO (coups de poing)           | Cage Warriors 96                                       | 1er septembre 2018 | 1     | 3:21  | Liverpool, Angleterre   |                                                     |
| Victoire | 2-0-0  | Struan Croxson   | Decision unanime               | Budo 31                                                | 7 juillet 2018     | 5     | 5:00  | Swansea, Pays de Galles |                                                     |
| Victoire | 1-0-0  | Dimitri Kestelyn | Decision unanime               | GFA - Gladiator Fighting Arena 9                       | 25 novembre 2017   | 3     | 5:00  | Toulouse, France        |                                                     |